# 52-es busz (Tatabánya)
A tatabányai 52-es jelzésű autóbusz a Végállomás és a Kertváros, végállomás között közlekedik. A vonalat a T-Busz Tatabányai Közlekedési Kft. üzemelteti.

## Története
Az új buszvonalat 2018. január 2-án indította el Tatabánya új közlekedési társasága, a T-Busz Kft.

## Útvonala
| Kertváros, végállomás felé | Végállomás felé |
| --- | --- |
| Végállomás – Kormos út – Táncsics Mihály út – Mártírok útja – Ifjúság utca – Sárberki lakótelep – Összekötő út – Bárdos László utca – Omega Park – Bárdos László utca – Károlyi Mihály utca – Árpád utca – Kossuth Lajos utca – Bajcsy-Zsilinszky utca – Dózsa György út – Réti utca – Erdész utca – Lapatári út – Gerecse utca – Hadsereg utca – Építők útja – Kertváros, végállomás | Kertváros, végállomás – Építők útja – Hadsereg utca – Gerecse utca – Lapatári út – Erdész utca – Réti utca – Dózsa György út – Bajcsy-Zsilinszky utca – Kossuth Lajos utca – Árpád utca – Károlyi Mihály utca – Bárdos László utca – Omega Park – Bárdos László utca – Összekötő út – Sárberki lakótelep – Ifjúság utca – Mártírok útja – Táncsics Mihály út – Kormos út – Végállomás |

## Megállóhelyei
| 0  | Végállomás végállomás            | 30 | 52I, 53, 53B, 53I, 57, 59, 59B, 59I                                                                |
| 2  | Autópálya elágazás               | 28 | 3, 3G, 3L, 10, 18, 52I, 53, 53I                                                                    |
| 4  | Táncsics Mihály út               | 26 | 3, 3G, 3L, 10, 18, 52I, 53, 53I                                                                    |
| 5  | József Attila Művelődési Ház     | 25 | 3, 3A, 3G, 3L, 10, 52I, 53, 53I, 70                                                                |
| 7  | Ifjúság út                       | 23 | 2, 3, 3A, 3G, 3L, 6, 9, 9D, 10, 16, 38, 38G, 52I, 53, 53B, 57, 59B, 59I, 70 8443                   |
| 10 | Sárberki lakótelep               | 20 | 2, 8S, 9, 9D, 52I, 59, 59I 8443                                                                    |
| ∫  | Sárberki lakótelep, bejárati út  | 19 | 2, 8S, 9, 9D, 52I, 59, 59I                                                                         |
| 11 | Összekötő út                     | ∫  | 2, 5, 5P, 6, 15, 16, 52I, 55, 59B 8406, 8410, 8421, 8422, 8423, 8432, 8435, 8436, 8437, 8442, 8443 |
| 13 | Omega Park                       | 17 | 1, 1G, 2, 4, 4E, 5, 5P, 6, 10, 11, 15, 16, 52I, 55 8410, 8442                                      |
| 15 | Eötvös utca                      | 15 | 1, 1G, 4, 4E, 11, 51, 51B, 52I                                                                     |
| 16 | Vágóhíd utca                     | 14 | 1, 1G, 4, 4E, 11, 51, 51B, 52I                                                                     |
| 17 | Árpád köz                        | 13 | 1, 1G, 4, 4E, 11, 51, 51B, 52I                                                                     |
| 18 | Kossuth Lajos utca               | 12 | 1, 1G, 4, 4E, 6, 11, 16, 26, 26R, 51, 51B, 52I                                                     |
| 20 | Bajcsy-Zsilinszky utca           | 10 | 1, 1G, 6, 11, 16, 26, 26R, 51B, 52I                                                                |
| 21 | Madách Imre utca                 | 9  | 1, 1G, 2, 6, 9, 9D, 11, 16, 26, 26R, 50, 51B, 52I, 57, 59I 8443                                    |
| 22 | Bánki Donát Iskola               | 8  | 2, 8, 8L, 8S, 9D, 18, 26, 26R, 38, 38G, 51B, 52I, 59, 59B, 59I                                     |
| 23 | Millennium lakópark              | 7  | 2, 8, 8L, 8S, 9D, 18, 26, 26R, 38, 38G, 51B, 52I, 59, 59B, 59I                                     |
| 24 | Mentőállomás                     | 6  | 8, 8L, 8S, 11, 18, 38, 38G, 51B, 52I, 59, 59B                                                      |
| 26 | Lapatári utca                    | ∫  | 3, 3A, 3G, 3L, 8, 8L, 8S, 10, 18, 38, 38G, 52I, 53, 53B, 53I, 59B                                  |
| 27 | Gerecse utca                     | 3  | 3, 3A, 3G, 3L, 4, 4E, 8, 8L, 8S, 9, 9D, 10, 18, 38, 38G, 53, 53B, 54                               |
| 28 | Bányász Művelődési Ház           | 2  | 3, 3A, 3G, 3L, 4, 4E, 8, 8L, 8S, 9, 9D, 10, 18, 38, 38G, 53, 53B, 54                               |
| 29 | Kölcsey Ferenc utca              | 1  | 3, 3A, 3G, 3L, 4, 4E, 8, 8L, 8S, 9, 9D, 10, 18, 38, 38G, 53, 53B, 54                               |
| 30 | Kertváros, végállomás végállomás | 0  | 3, 3A, 3G, 3L, 4, 4E, 8, 8L, 8S, 9, 9D, 10, 18, 38, 38G, 53, 53B, 54                               |